# Persone di cognome Weber
| Questa pagina contiene informazioni ricavate automaticamente dalle voci biografiche con l'ausilio del template Bio e di un bot. L'aggiornamento è periodico e automatico e ricostruisce completamente la pagina. Se manca una persona in questa lista, sei pregato di non aggiungerla, ma accertati piuttosto che la sua voce biografica contenga il template Bio e che i dati anagrafici siano correttamente compilati. Se il template Bio manca, inseriscilo tu stesso o, in alternativa, metti l'avviso {{tmp\|Bio}} che ne segnala la mancanza. Se i dati riportati sono sbagliati, correggi direttamente la voce biografica; le modifiche saranno visibili in questa lista entro pochi giorni. Per chiarimenti vedi il progetto antroponimi. La lista contiene solo le 133 persone che sono citate nell'enciclopedia e per le quali è stato implementato correttamente il template Bio. Pagina aggiornata al 7 giu 2025. |

Questa è una lista di persone presenti nell'enciclopedia che hanno il cognome Weber, suddivise per attività principale.

## Allenatori di calcio(1)
- Heribert Weber, allenatore di calcio e ex calciatore austriaco (Pöls, n. 1955)

## Allenatori di pallacanestro(1)
- Bruce Weber, allenatore di pallacanestro statunitense (Milwaukee, n. 1956)

## Allenatori di pallavolo(1)
- Carlos Weber, allenatore di pallavolo e ex pallavolista argentino (Buenos Aires, n. 1966)

## Arcivescovi cattolici(2)
- Jean Julien Weber, arcivescovo cattolico francese (Lutterbach, n. 1888 - Ribeauvillé, † 1981)
- Rodolfo Luís Weber, arcivescovo cattolico brasiliano (Bom Princípio, n. 1963)

## Astronaute(1)
- Mary Weber, ex astronauta e ingegnere statunitense (Cleveland, n. 1962)

## Astronomi(1)
- Robert Weber, astronomo statunitense (New York, n. 1926 - Northborough, † 2008)

## Attori(6)
- Ben Weber, attore statunitense (Bellingham, n. 1972)
- Jacques Weber, attore francese (Parigi, n. 1949)
- Jake Weber, attore e doppiatore britannico (Londra, n. 1964)
- Jean Weber, attore francese (Parigi, n. 1906 - Neuilly-sur-Seine, † 1995)
- Stanley Weber, attore e regista francese (Parigi, n. 1986)
- Steven Weber, attore statunitense (New York, n. 1961)

## Attrici(2)
- Giulia Weber, attrice italiana (Firenze, n. 1966)
- Tania Weber, attrice finlandese (Helsinki, n. 1926 - Roma, † 2009)

## Aviatori(1)
- Rudolf Weber, aviatore austro-ungarico (Sighișoara, n. 1890 - Villaco, † 1918)

## Aviatrici(1)
- Paulette Weber, aviatrice belga (Mare del Nord, † 1954)

## Bobbisti(1)
- Christopher Weber, bobbista tedesco (Dortmund, n. 1991)

## Botanici(3)
- Carl Albert Weber, botanico tedesco (Spandau, n. 1856 - Brema, † 1931)
- Frédéric Albert Constantin Weber, botanico francese (Wolfisheim, n. 1830 - Parigi, † 1903)
- Georg Heinrich Weber, botanico e medico tedesco (Gottinga, n. 1752 - Kiel, † 1828)

## Calciatori(23)
- Albert Weber, calciatore, allenatore di calcio e arbitro di calcio svizzero (Ginevra)
- Albert Weber, calciatore tedesco (Berlino, n. 1888 - † 1940)
- Alfonso Weber, calciatore svizzero (n. 1915 - Giubiasco, † 1992)
- Andrew Weber, ex calciatore statunitense (Austin, n. 1983)
- Anthony Weber, ex calciatore francese (Strasburgo, n. 1987)
- Mauk Weber, calciatore olandese (L'Aia, n. 1914 - L'Aia, † 1978)
- Christian Weber, ex calciatore tedesco (Saarbrücken, n. 1983)
- Franz Weber, calciatore austriaco (Vienna, n. 1888 - † 1947)
- François Weber, calciatore lussemburghese (Lussemburgo - Lussemburgo, † 1961)
- Gerd Weber, ex calciatore tedesco orientale (Dresda, n. 1956)
- Hans Weber, calciatore svizzero (n. 1934 - † 1965)
- Heinrich Weber, calciatore tedesco (Altena, n. 1900 - Kassel, † 1977)
- Jaap Weber, calciatore olandese (Rotterdam, n. 1901 - Rotterdam, † 1979)
- Jean-Pierre Weber, calciatore lussemburghese (Esch-sur-Alzette, n. 1899 - Esch-sur-Alzette, † 1967)
- Josef Weber, calciatore tedesco (Landau, n. 1898 - Landau, † 1970)
- Josip Weber, calciatore croato (Slavonski Brod, n. 1964 - Slavonski Brod, † 2017)
- Lajos Weber, calciatore ungherese (n. 1904 - † 1959)
- Ludwig Weber, calciatore svizzero
- Manuel Weber, ex calciatore austriaco (Villaco, n. 1985)
- Martin Weber, ex calciatore svizzero (Bargen, n. 1957)
- Ralf Weber, ex calciatore tedesco (Seligenstadt, n. 1969)
- Thomas Weber, calciatore austriaco (Vienna, n. 1993)
- Wolfgang Weber, ex calciatore e allenatore di calcio tedesco (Schlawe, n. 1944)

## Canoiste(1)
- Franziska Weber, canoista tedesca (Potsdam, n. 1989)

## Cantanti(1)
- Marianne Weber, cantante olandese (Utrecht, n. 1955)

## Cestiste(2)
- Martina Weber, ex cestista tedesca (Treviri, n. 1982)
- Yvonne Weber, ex cestista tedesca (Berlino, n. 1974)

## Cestisti(3)
- Jake Weber, cestista statunitense (Rushville, n. 1918 - Indianapolis, † 1990)
- Stan Weber, cestista statunitense (Pettisville, n. 1925 - Toledo, † 2011)
- Brianté Weber, cestista statunitense (Chesapeake, n. 1992)

## Chitarristi(1)
- Chris Weber, chitarrista statunitense (Los Angeles, n. 1966)

## Combinatisti nordici(1)
- Terence Weber, combinatista nordico tedesco (Geyer, n. 1996)

## Compositori(2)
- Carl Maria von Weber, compositore, direttore d'orchestra e pianista tedesco (Eutin, n. 1786 - Londra, † 1826)
- Ludwig Weber, compositore tedesco (Norimberga, n. 1891 - Essen, † 1947)

## Conduttori televisivi(1)
- Benedikt Weber, conduttore televisivo e doppiatore tedesco (Monaco di Baviera, n. 1974)

## Contrabbassisti(1)
- Eberhard Weber, contrabbassista e compositore tedesco (Stoccarda, n. 1940)

## Danzatrici(1)
- Louise Weber, ballerina francese (Clichy, n. 1866 - Parigi, † 1929)

## Economisti(1)
- Axel Weber, economista e banchiere tedesco (Kusel, n. 1957)

## Filosofi(1)
- Michel Weber, filosofo belga (Bruxelles, n. 1963)

## Fisici(2)
- Joseph Weber, fisico e docente statunitense (Paterson, n. 1919 - Pittsburgh, † 2000)
- Wilhelm Eduard Weber, fisico tedesco (Wittenberg, n. 1804 - Gottinga, † 1891)

## Fisiologi(2)
- Eduard Weber, fisiologo e anatomista tedesco (Wittenberg, n. 1806 - † 1871)
- Ernst Heinrich Weber, fisiologo e anatomista tedesco (Wittenberg, n. 1795 - Lipsia, † 1878)

## Fondiste(1)
- Anja Weber, fondista e triatleta svizzera (Wetzikon, n. 2001)

## Fotografi(1)
- Bruce Weber, fotografo e regista statunitense (Greensburg, n. 1946)

## Generali(3)
- Erich Paul Weber, generale tedesco (n. 1860 - † 1933)
- Gottfried Weber, generale tedesco (Breslavia, n. 1899 - Villach, † 1958)
- Karl von Weber, generale tedesco (Geiselbach, n. 1892 - Smolensk, † 1941)

## Giavellottisti(1)
- Julian Weber, giavellottista tedesco (Magonza, n. 1994)

## Ginnaste(1)
- Regina Weber, ex ginnasta tedesca (Winsen, n. 1963)

## Ginnasti(3)
- Wilhelm Weber, ginnasta e multiplista tedesco (Berlino, n. 1879 - Teupitz, † 1963)
- Adolph Weber, ginnasta e multiplista tedesco (n. 1875)
- Peter Weber, ginnasta tedesco (Finsterwalde, n. 1938 - Berlino, † 2024)

## Giocatori di football americano(1)
- Basil Weber, giocatore di football americano svizzero (n. 1989)

## Golfisti(1)
- Harry Weber, golfista statunitense (Toledo, n. 1882 - Littleton, † 1933)

## Hockeisti su ghiaccio(3)
- Shea Weber, hockeista su ghiaccio canadese (Sicamous, n. 1985)
- Tim Weber, ex hockeista su ghiaccio svizzero (Morat, n. 1990)
- Yannick Weber, hockeista su ghiaccio svizzero (Morges, n. 1988)

## Imprenditori(1)
- Willi Weber, imprenditore tedesco (Ratisbona, n. 1942)

## Indologi(1)
- Albrecht Weber, indologo e storico tedesco (Breslavia, n. 1825 - Berlino, † 1901)

## Ingegneri(1)
- Karl Jakob Weber, ingegnere, architetto e archeologo svizzero (Arth, n. 1712 - † 1764)

## Matematici(1)
- Heinrich Martin Weber, matematico tedesco (Heidelberg, n. 1842 - Strasburgo, † 1913)

## Medici(5)
- Bruno Weber, medico e batteriologo tedesco (Treviri, n. 1915 - Homburg, † 1956)
- Friedrich Weber, medico, botanico e entomologo tedesco (Kiel, n. 1781 - Kiel, † 1823)
- Herman David Weber, medico e numismatico tedesco (Holzkirchen, n. 1823 - Londra, † 1918)
- Mathilde Weber, medico tedesco (Dinslaken, n. 1909 - Neuhäusel, † 1996)
- Theodor Weber, medico e patologo tedesco (Lipsia, n. 1829 - Halle, † 1914)

## Militari(2)
- Christian Weber, militare tedesco (Polsingen, n. 1883 - Alpi sveve, † 1945)
- Fritz Weber, ufficiale e scrittore austriaco (Vienna, n. 1895 - Vienna, † 1972)

## Missionari(1)
- Karl Christian Weber, missionario e vescovo cattolico tedesco (Mittelbexbach, n. 1886 - Sankt Wendel, † 1970)

## Modelle(1)
- Amy Weber, modella, attrice e cantante statunitense (Peoria, n. 1970)

## Nuotatrici(1)
- Jutta Weber, ex nuotatrice tedesca occidentale (Hamm, n. 1954)

## Pallavolisti(1)
- Linus Weber, pallavolista tedesco (Gera, n. 1999)

## Piloti di rally(1)
- Erwin Weber, ex pilota di rally tedesco (Monaco di Baviera, n. 1959)

## Pittori(3)
- Henrik Weber, pittore ungherese (Pest, n. 1818 - Pest, † 1866)
- August Weber, pittore tedesco (Francoforte sul Meno, n. 1817 - Düsseldorf, † 1873)
- Max Weber, pittore e poeta statunitense (Białystok, n. 1881 - Great Neck, † 1961)

## Poeti(1)
- Friedrich Wilhelm Weber, poeta e politico tedesco (Alhausen, n. 1813 - Nieheim, † 1894)

## Politiche(1)
- Renate Weber, politica e avvocatessa rumena (Botoșani, n. 1955)

## Politici(5)
- Henri Weber, politico francese (Khujand, n. 1944 - Avignone, † 2020)
- Jup Weber, politico lussemburghese (Lussemburgo, n. 1950 - Belgio, † 2021)
- Manfred Weber, politico tedesco (Niederhatzkofen, n. 1972)
- Max Weber, politico svizzero (Zurigo, n. 1897 - Berna, † 1974)
- Randy Weber, politico statunitense (Pearland, n. 1953)

## Presbiteri(1)
- Simone Weber, presbitero e storico italiano (Denno, n. 1859 - Denno, † 1945)

## Produttori discografici(1)
- Pantha du Prince, produttore discografico, musicista e compositore tedesco (Bad Wildungen, n. 1975)

## Progettisti(1)
- Edoardo Weber, progettista e imprenditore italiano (Torino, n. 1889 - Bologna)

## Registe(1)
- Lois Weber, regista, attrice e sceneggiatrice statunitense (Allegheny, n. 1879 - Hollywood, † 1939)

## Registi(1)
- Tommy Weber, regista francese (Parigi, n. 1983)

## Saltatori con gli sci(1)
- Martin Weber, ex saltatore con gli sci tedesco orientale (Pappenheim, n. 1954)

## Sceneggiatori(1)
- Michael H. Weber, sceneggiatore e produttore cinematografico statunitense (Great Neck, n. 1978)

## Schermidori(2)
- Alexander Weber, schermidore tedesco (Bielefeld, n. 1978)
- Frederick Weber, schermidore statunitense (Kalamazoo, n. 1905 - Lumber Bridge, † 1994)

## Schermitrici(1)
- Christiane Weber, ex schermitrice tedesca (Mülheim an der Ruhr, n. 1962)

## Sciatori alpini(1)
- Ralph Weber, ex sciatore alpino svizzero (San Gallo, n. 1993)

## Sciatrici alpine(2)
- Gabriele Weber, ex sciatrice alpina austriaca
- Traudl Weber, sciatrice alpina tedesca

## Scrittori(2)
- Beda Weber, scrittore tedesco (Lienz, n. 1798 - Francoforte sul Meno, † 1858)
- Olivier Weber, scrittore e giornalista francese (Montluçon, n. 1958)

## Scrittrici(2)
- Anne Weber, scrittrice e traduttrice tedesca (Offenbach am Main, n. 1964)
- Ilse Weber, scrittrice, poetessa e compositrice ceca (Witkowitz, n. 1903 - Auschwitz, † 1944)

## Showgirl(1)
- Ela Weber, showgirl, personaggio televisivo e ex modella tedesca (Dettelbach, n. 1966)

## Sociologhe(1)
- Marianne Weber, sociologa e politica tedesca (Oerlinghausen, n. 1870 - Heidelberg, † 1954)

## Sociologi(1)
- Max Weber, sociologo, filosofo e economista tedesco (Erfurt, n. 1864 - Monaco di Baviera, † 1920)

## Sondaggisti(1)
- Roberto Weber, sondaggista italiano (Trieste, n. 1952)

## Soprani(1)
- Aloysia Weber, soprano tedesco (Zell im Wiesental, n. 1760 - Vienna, † 1839)

## Storici(1)
- Eugen Weber, storico statunitense (Bucarest, n. 1925 - Los Angeles, † 2007)

## Teologi(1)
- Theodor Weber, teologo e vescovo vetero-cattolico tedesco (Zülpich, n. 1836 - Bonn, † 1906)

## Velocisti(1)
- Hartmut Weber, ex velocista tedesco (Kamen, n. 1960)

## Vescovi cattolici(1)
- Johann Weber, vescovo cattolico austriaco (Graz, n. 1927 - Graz, † 2020)

## Violinisti(1)
- Marek Weber, violinista tedesco (Leopoli, n. 1888 - Chicago, † 1964)

## Senza attività specificata(1)
- Constanze Weber, tedesca (Zell im Wiesental, n. 1762 - Salisburgo, † 1842)